# دستیار مجازی
دستیار مجازی هوشمند (به انگلیسی: intelligent virtual assistant) مخفف (IVA) یا دستیار شخصی هوشمند (به انگلیسی: intelligent personal assistant) مخفف (IPA) یک عامل نرم‌افزاری است که خدمات و سرویس‌ها را بر اساس دستورها یا سوالات برای فرد ارائه می‌دهد. گاهی از واژهٔ بات مکالمه برای دستیار مجازی استفاده می‌شود که می‌تواند گمراه‌کننده باشد، چرا که از این واژه اکثراً برای توصیف ربات شبکهُ اجتماعی نیز استفاده می‌شود. بعضی از دستیارهای مجازی، توانایی تفسیر گفتار انسانی و پاسخ دادن از طریق صداهای ترکیبی را دارد. کاربران می‌توانند از دستیار سؤال بپرسند، دستگاه‌های خودکار را کنترل کنند، رسانه‌ها را از طریق صدا پخش کنند، و کارهای ابتدایی مثل ایمیل، لیست کارها، تقویم را با دستورها کلامی مدیریت کنند.
از سال ۲۰۱۷ توانایی‌ها و کاربردهای دستیاران مجازی به سرعت در حال گسترش می‌باشد. محصولات جدیدی به بازار وارد می‌شوند، که تأکید زیادی روی واسط‌های ایمیل و صدای کاربر دارند. از شرکت‌هایی که دستیار مجازی ایجاد کرده‌اند می‌توان به شرکت‌های گوگل و اپل در زمینهٔ گوشی‌های هوشمند، ماکروسافت در زمینهٔ کامپیوترهای شخصی مبتی بر ویندوز، گوشی‌های هوشمند، و بلندگوهای هوشمند، و آمازون در زمینهٔ بلندگوهای هوشمند اشاره کرد. در شرکت کانورسیکا (به انگلیسی: Conversica) بالای ۱۰۰ میلیون شغل از طریق واسط‌های واسط‌های مجازی ایمیل و پیامک، برای کسب و کار‌های خود ایجاد کرده‌است.